# 全日本大学男子バレーボール東西選抜優勝大会
全日本大学男子バレーボール東西選抜優勝大会（ぜんにほんだいがくだんしバレーボールとうざいせんばつゆうしょうたいかい）は、2002年から始まった、夏の大学バレーボール男子王者決定戦である。
現在は、東西2大学ずつ出場して実施されている。2010年までは東西インカレバレーボール男子王座決定戦と呼ばれていたが、2011年より現在の呼称になった。
2013年3月5日、全日本大学バレーボール連盟は本大会の中止を公式サイトで公表した。
最多優勝は、東海大学（6回）。

## 歴代優勝校
| 年度   | 回 | 優勝校   |
| ------ | -- | -------- |
| 2002年 | 1  | 東海大学 |
| 2003年 | 2  | 筑波大学 |
| 2004年 | 3  | 筑波大学 |
| 2005年 | 4  | 筑波大学 |
| 2006年 | 5  | 東海大学 |
| 2007年 | 6  | 中央大学 |
| 2008年 | 7  | 東海大学 |
| 2009年 | 8  | 東海大学 |
| 2010年 | 9  | 東海大学 |
| 2011年 | 10 | 筑波大学 |
| 2012年 | 11 | 東海大学 |

### 公式戦
- 西日本大学バレーボール男子女子選手権大会（西日本インカレ）
  - 6月第3週か第4週（平成20年度第34回）。
  - 男女別れて、関西学連・中国学連で主管する。1年ごとに男女は交替する。
- 東日本大学バレーボール選手権大会（東日本インカレ）
  - 6月第3週か第4週。
  - 共催は、北海道・東北・北信越・関東の 4地方学連。
- 全日本バレーボール大学男女選手権大会
  - 全日本インカレともいわれ、現在は三基商事が大会スポンサーになり「ミキプルーン・スーパーカレッジバレー」という大会名でも呼ばれる。
  - 12月初旬に東京体育館をメイン会場に1週間開催される。

### 参考大会
- 西日本大学バレーボール5学連男女選抜対抗戦（全日本バレーボール学生選抜男女東西対抗戦の後身[2]）
  - 8月下旬に5学連の持ち回りで開催。
  - 主催は、西日本大学バレーボール連盟（西日本の5学連で組織）。
- 全日本大学男子バレーボール東西選抜優勝大会（全日本バレーボール大学男女選手権大会の前身）
  - 7-8月中旬に開催されていた。通称は東西インカレ。2013年度から開催中止[3]。
- 全日本大学女子バレーボール東西選抜優勝大会（全日本バレーボール大学男女選手権大会の前身）
  - 7-8月中旬に開催されていた。通称は東西インカレ。2013年度から開催中止[3]。